# أرض الضباب
أرض الضباب (بالإنجليزية: The Land of Mist) هي رواية من روايات الخيال العلمي كتبها السير آرثر كونان دويل، وهي القصة الثالثة من قصص البروفيسور تشالنجر، نشرت الرواية لأول مرة مجزأة في مجلة ستراند من يوليو 1925 إلى مارس 1926. 

## وصلات خارجية
- روابة أرض الضباب علي المكتبة الكلاسيكية (باللغة الإنجيلزية)